# Judith Lorentz
Judith Lorentz (* 1974 in Berlin) ist eine deutsche Hörspiel- und Theaterregisseurin.

## Leben
Lorentz studierte Germanistik und Hispanistik in Berlin, Freiburg i. Br., Madrid und Buenos Aires. Bereits während ihres Studiums war sie Regieassistentin bei Deutschlandradio Kultur und danach von 2003 bis 2005 Volontärin für Hörspielregie beim Südwestrundfunk. Sie ist verheiratet, hat zwei Kinder und lebt in Berlin.
Ihr „Orchesterhörspiel“ Der Krieg der Knöpfe, das in Zusammenarbeit mit dem Komponisten Henrik Albrecht entstand, erhielt den Deutschen Hörbuchpreis 2009 in der Kategorie „Bestes Kinderhörbuch“. Es steht beispielhaft für das Interesse der Regisseurin, Hörspiel auf Musik und Theater hin zu öffnen. Dieses und andere Stücke hat sie auch als „Live-Hörspiele“ für Theaterpublikum inszeniert. Die Kritik lobte Lorentz’ „souveränen Sinn für Rhythmus und Zwischentöne“ und ihre „ebenso genaue wie leichte“ Art zu inszenieren.

## Autorenproduktionen
- 2001. Neben der Spur. (Mit Hermann Bohlen). Eigenproduktion (EIG) / DLR
- 2003. Zu jung um alt zu sein. (Mit Sabine Wollowski). DLR
- 2005. Betreff. (Mit Britta Steffenhagen). EIG
- 2011. Wege sein. (Mit Britta Steffenhagen). SWR
- 2022: Quitzow. Hörspielserie Folge 3 und 4 (Mit Hermann Bohlen). RBB Kultur
- 2022: Furzknochen – Familienaufstellung in 5 Positionen. (Mit Hermann Bohlen) SWR

## Hörspielbearbeitungen (Buch und Regie, Auswahl)
- 2006: Esmahan Aykol: Hotel Bosporus. SWR
- 2006: Esmahan Aykol: Bakschisch. SWR
- 2006: Das Gespenst von Canterville. Orchesterhörspiel nach Oscar Wilde. SWR / HR / BR / DLR / NDR
- 2007: Der Krieg der Knöpfe. Orchesterhörspiel nach Louis Pergaud. SWR / NDR / BR / HR / MDR / WDR / DLR
- 2008: Unser halbes Leben. Nach John Mighton. DLR
- 2009: Peter Pan. Orchesterhörspiel nach James M. Barrie. NDR
- 2010: Ick bin nu mal Friseuse. Nach Laila Stieler. RBB
- 2010: Der heilige Eddy. Nach Jakob Arjouni. DLR
- 2010: Rico, Oskar und die Tieferschatten. Nach Andreas Steinhöfel. WDR
- 2010: Rico, Oskar und das Herzgebreche. Nach Andreas Steinhöfel. WDR
- 2012: Die Lehrerin. Nach Laila Stieler. Mit Juliane Schmidt. RBB
- 2014: So was von da. Nach Tino Hanekamp. NDR / WDR / SWR
- 2015: Vor dem Fest. Nach Saša Stanišić. Mit Juliane Schmidt. RBB
- 2016: Hörbe mit dem großen Hut. Nach Otfried Preußler. SWR
- 2016: Hörbe und sein Freund Zwottel. Nach Otfried Preußler. SWR
- 2018 Vergesst mich nicht. Nach Laila Stieler. NDR/RBB
- 2018 Rico, Oskar und das Vom Himmelhoch. Nach Andreas Steinhöfel. WDR
- 2018: Die feuerrote Friederike. Nach Christine Nöstlinger. SWR
- 2018: Unterleuten. 6-teiliges Hörspiel nach Juli Zeh. NDR / RBB[4][5][6]
- 2019: Außer Kontrolle. Nach Volker Heise. DLF Kultur
- 2021: Rico, Oskar und das Mistverständnis. Nach Andreas Steinhöfel. WDR
- 2023: Zärtlichkeiten. 10 kurze Hörspiele über Nähe und Verbundenheit. Nach einer Idee von Paulina Czienskowski. DLF Kultur
- 2023: Wutschweiger. Nach dem Theaterstück von Raven Ruell. DLF Kultur.

## Hörspielinszenierungen (Auswahl)
- 2000: Der gute Gott von Manhattan von Ingeborg Bachmann, EIG/DLR
- 2004: Sultan und Kotzbrocken von Claudia Schreiber, SWR
- 2005: Der kleine Nick von René Goscinny, SWR/Diogenes
- 2006: Der Sitzplatz von Karl-Heinz Bölling, DLR
- 2007: Etwas mehr links von Dunja Arnaszus, RBB
- 2007: Stadt, Land, Fisch von Paul Brodowsky, WDR
- 2008: Radio Tobi von Peter Jacobi, DLR
- 2008: Kleiner Weingarten am Meer von Albert Wendt, MDR/DLF
- 2009: Bachs Reiche von Torsten Enders, MDR
- 2009: Wilde Tiere in Berlin von Marianne Weil, DLR
- 2009: Die Beatles in El Vesubio von Erich Hackl, SWR
- 2009: Sneak Preview von Maja Das Gupta, SWR
- 2009: Nikola Richter: Mitternachtsshopping, SWR/DKultur
- 2010: Unter Wasser von Ulrike Almut Sandig, SWR
- 2010: Dunja Arnaszus: Futsch. Mit Britta Steffenhagen, DLR
- 2011: Watchdog von Sabine Stein, NDR
- 2011: Nina und Paul von Thilo Reffert, DLR
- 2011: Falschmünzer von Maja Das Gupta, SWR
- 2012: Anna-Luise Böhm: Ampelmännchen sind keine Haustiere (Kinderhörspiel – DKultur)
- 2012: Alfred C. – Aus dem Leben eines Getreidehändlers von Hermann Bohlen, DLR/HR
- 2013: Schwarze Vögel nach dem gleichnamigen Roman von Gunnar Gunnarsson, DLR
- 2013: Jens Raschke: Schlafen Fische? (Kinderhörspiel – DKultur)
- 2014: Lichtbogen von Irmgard Maenner, DKultur
- 2014: Hans Delbruck: Doctor mendacii, DKultur
- 2014: Sabine Bergk: ICHI oder der Traum vom Roman, DKultur
- 2014: Hermann Bohlen: Lebensabend in Übersee (Sha Ji Jing Hou – Ein Huhn schlachten, um die Affen einzuschüchtern), Regie: mit Hermann Bohlen (WDR)
- 2015: Esther Becker: Supertrumpf (Kinderhörspiel – DKultur)
- 2015: Ingrid Noll: Hab und Gier (Kriminalhörspiel – DKultur)
- 2015: Hermann Bohlen: Schalltot oder lebendig. (NDR)
- 2016: Weil Deutschland doch ein Rechtsstaat ist von Maja Das Gupta, SWR
- 2016: Hans Delbruck: Rolltreppen ins Nichts (DLR)
- 2016: Sasha Marianna Salzmann: Brennt durch Musik: Planningtorock (HR)
- 2017: Hermann Bohlen: Schweineheinz (DLR)
- 2017: Johan Theorin: So bitterkalt, Musik: Lutz Glandien, Gesang: Hanna Plaß (DLF Kultur)
- 2018: Honoré de Balzac: Vater Goriot, 3 Teile (DLF Kultur)
- 2018: Felicia Zeller: Iwanow reloaded (DLF Kultur)
- 2019: Martin Muser: Kannawoniwasein-Manchmal muss man einfach verduften, Musik: Lutz Glandien (WDR)[7]
- 2020: Martin Muser: Kannawoniwasein-Manchmal fliegt einem alles um die Ohren, Musik: Lutz Glandien (WDR)
- 2020: Hermann Bohlen: Der Home-Officer (DLF Kultur)[8]
- 2021: Lutz Hübner und Sahra Nemitz: Der Club der schönen Mütter, Musik: Philipp Thimm (DLF Kultur)
- 2021: Hermann Bohlen: Hahnenkampf in Quitzow. Hörspielserie. Folge 1 und 2 (RBB)
- 2021: Rabea Edel: Ihre Geister sehen (DLF Kultur)
- 2021: Martin Muser: Kannawoniwasein-Teil 3. (WDR)
- 2022: Merle Kröger: Die Experten. Hörspielserie in 5 Folgen. (DLF Kultur/NDR)

## Hörspielsprecher
- 2003: Stefan Amzoll: Putze Polina – Regie: Wolfgang Rindfleisch (Hörspiel – DLR)

## Theaterinszenierungen (Auswahl)
- 2006. Das gemeine Wesen. Von Hermann Bohlen. Junges Theater Bremen
- 2009. Der Krieg der Knöpfe. Nach Louis Pergaud. Junges Theater Bremen
- 2010. Peter Pan. Nach James M. Barrie. ARD-Kinderhörspieltag, Karlsruher Zentrum für Kunst und Medientechnologie (ZKM)
- 2012. Ente, Tod und Tulpe. Nach Wolf Erlbruch. Junges Theater Bremen.

## Auszeichnungen
- 2007: Ernst-Schneider-Preis für die Inszenierung von Die Lebenspraktikanten von Nikola Richter
- 2007: Hörspiel des Monats August für Etwas mehr links von Dunja Arnaszus[9]
- 2007: Internationaler Kinderhörspielpreis des Türkischen Rundfunks TRT (Türkiye Radyo ve Televizyon Kurumu) für Das Gespenst von Canterville nach Oscar Wilde
- 2008: World Medal in Bronze beim New York Festival for Radio Broadcasting für Krieg der Knöpfe nach Louis Pergaud
- 2009: Kinderhörspielpreis der Stadt Karlsruhe für Radio Tobi von Peter Jacobi
- 2009: Deutscher Hörbuchpreis in der Kategorie „Bestes Kinderhörbuch“ für Der Krieg der Knöpfe nach Louis Pergaud[2]
- 2011: Zonser Hörspielpreis für Ich bin nu mal Friseuse von Laila Stieler
- 2012: Deutscher Hörspielpreis der ARD für Alfred C. – Aus dem Leben eines Getreidehändlers von Hermann Bohlen
- 2014: Deutscher Kinderhörspielpreis für Tyrannosaurus Max von Peter Jacobi
- 2014: Kinderhörspielpreis des MDR für Schlafen Fische von Jens Raschke
- 2018: Hörspiel des Monats Oktober für Unterleuten von Juli Zeh[10]
- 2018: Hr2 Bestenliste Platz 1 „Die feuerrote Friederike“ nach Christine Nöstlinger
- 2018: MDR-Kinderhörspielpreis für Als nicht nur Opas Knie verschwand von Sabine Ludwig (dritter Preis)[11]
- 2019: Deutscher Hörbuchpreis in der Kategorie in der Kategorie „Bestes Hörspiel“ für Unterleuten von Juli Zeh[12]
- 2021: Publikumspreis der ARD für Ihre Geister sehen von Rabea Edel[13]
- 2024: Kinderhörspielpreis des MDR Rundfunkrates für Wutschweiger